# イリアナ・デクルーズ
イリアナ・デクルーズ（Ileana De'Cruz, デーヴァナーガリー表記: इलियाना डी'क्रूज़, テルグ語: ఇలియానా, 1986年11月1日 - ）は、インド出身の女優、モデル。

## 主な出演作品
- Pokiri (2006年)
- Kedi (2006年)
- Munna (2007年)
- Kick (2009年)[1]
- Shakti (2011年)[2]
- Nanban (2012年)
- バルフィ! 人生に唄えば Barfi! (2012年)[3][4]
- うそつきは警官の始まり Phata Poster Nikhla Hero (2013年)
- ヒーローはつらいよ Main Tera Hero (2014年)[5]
- Kick 2 (2016年)
- Rustom (2016年)